# 新町 (世田谷区)
新町（しんまち）は、東京都世田谷区の町名。現行行政地名は新町一丁目から三丁目。住居表示実施済区域。玉川地域に属する。

## 地理
世田谷区の南東部に位置し、周囲を世田谷区弦巻・駒沢・深沢・桜新町の各町に隣接する。世田谷区の玉川地区に属するが台地であり、標高は概ね38-45m程度。

### 地価
住宅地の地価は、2025年（令和7年）1月1日の公示地価によれば、新町1-16-13の地点で72万9000円/m2、新町3-28-11の地点で86万3000円/m2となっている。

### 河川
- 呑川
- 品川用水跡

## 歴史 （名称と範囲の変遷）
新町は古くは世田谷の飛び地として独立した。その範囲は広範であり、現在でいう世田谷区新町はもとより、桜新町全域、さらには深沢、弦巻、駒沢の一部までを指した。新町の指す範囲の大きさを端的に表す例として、東京初の郊外型分譲住宅地として有名な新町住宅開発（1913年・大正二年）があり、これは現在の桜新町・深沢の一部に相当する。他にも桜新町2丁目にある区内最古の公園「世田谷新町公園」の名称などに、「新町」が広範だった頃の名残が今も見られる。
- 1858年-1860年 万治年間に世田谷村の飛び地（枝郷）である世田ヶ谷村新町から世田ヶ谷新町村が成立。字義通り世田ヶ谷から分離した新しい町という意であり、井伊氏に支配されたとされる。
- 1889年（明治22年）町村制施行から駒沢に併合され、新町村は字の扱いとなり、駒沢村大字世田ヶ谷新町。（この後、新町住宅地が分譲される。）
- 1925年（大正14年）駒沢が町制に移行するとともに「世田ヶ谷」が外れて、駒沢町大字新町となる。
- 1932年（昭和7年）都内の市郡合併に伴い、世田谷区が成立した際に世田谷区新町となる。新町一～三丁目が成立。その後、弦巻・深沢境界との区画整理がある。
- 1969年（昭和42年）住居表示に関する法律施行を機に、それまでの新町一丁目が駒沢三・四丁目、新町三丁目が桜新町一・二丁目とされ、新町二丁目の区域をもって新たな新町一～三丁目が成立した。

## 世帯数と人口
2025年（令和7年）1月1日現在（世田谷区発表）の世帯数と人口は以下の通りである。
| 丁目       | 世帯数    | 人口    |
| ---------- | --------- | ------- |
| 新町一丁目 | 1,428世帯 | 2,721人 |
| 新町二丁目 | 1,960世帯 | 3,555人 |
| 新町三丁目 | 1,088世帯 | 2,040人 |
| 計         | 4,476世帯 | 8,316人 |

### 人口の変遷
国勢調査による人口の推移。
| 年                 | 人口  |
| ------------------ | ----- |
| 1995年（平成7年）  | 7,616 |
| 2000年（平成12年） | 8,210 |
| 2005年（平成17年） | 8,083 |
| 2010年（平成22年） | 8,281 |
| 2015年（平成27年） | 8,747 |
| 2020年（令和2年）  | 8,657 |

### 世帯数の変遷
国勢調査による世帯数の推移。
| 年                 | 世帯数 |
| ------------------ | ------ |
| 1995年（平成7年）  | 3,512  |
| 2000年（平成12年） | 3,968  |
| 2005年（平成17年） | 3,975  |
| 2010年（平成22年） | 4,132  |
| 2015年（平成27年） | 4,455  |
| 2020年（令和2年）  | 4,484  |

## 学区
区立小・中学校に通う場合、学区は以下の通りとなる（2024年8月現在）。
| 丁目       | 番地 | 小学校               | 中学校               |
| ---------- | ---- | -------------------- | -------------------- |
| 新町一丁目 | 全域 | 世田谷区立深沢小学校 | 世田谷区立深沢中学校 |
| 新町二丁目 | 全域 | 世田谷区立深沢小学校 | 世田谷区立深沢中学校 |
| 新町三丁目 | 全域 | 世田谷区立松丘小学校 | 世田谷区立弦巻中学校 |

## 事業所
2021年（令和3年）現在の経済センサス調査による事業所数と従業員数は以下の通りである。
| 丁目       | 事業所数  | 従業員数 |
| ---------- | --------- | -------- |
| 新町一丁目 | 55事業所  | 674人    |
| 新町二丁目 | 119事業所 | 1,095人  |
| 新町三丁目 | 56事業所  | 712人    |
| 計         | 230事業所 | 2,481人  |

### 事業者数の変遷
経済センサスによる事業所数の推移。
| 年                 | 事業者数 |
| ------------------ | -------- |
| 2016年（平成28年） | 193      |
| 2021年（令和3年）  | 230      |

### 従業員数の変遷
経済センサスによる従業員数の推移。
| 年                 | 従業員数 |
| ------------------ | -------- |
| 2016年（平成28年） | 2,306    |
| 2021年（令和3年）  | 2,481    |

## 施設
行政機関
- 玉川消防署新町出張所

教育・文化施設
- 世田谷区立深沢小学校
- 世田谷区立深沢中学校
- 新町児童館

区民施設
- 新町地区会館

寺社
- 久富稲荷神社 - 創建年代不詳だが、江戸時代から存在し創建約400年とも。旧玉川通りから伸びる長さ250mの参道が特徴。例大祭では神輿に加えて、太鼓山車を引く子供たちに大量のお菓子が振る舞われる。漫画「ぎんぎつね」の冴木神社のモデル。
- 善養院 - 元和2年（1616年）創建。曹洞宗の古刹。豪徳寺末寺。世田谷区登録有形文化財。境内に歌手・春日八郎の墓がある。
- 桜神宮 - 教派神道・神習教。1883年神田で創建、1919年現在の地に移転。幼稚園を併設。

## 過去に存在した施設
新町駅（新町停留所）
1907年（明治40年）4月に玉電が三軒茶屋から二子玉川駅まで開通し、現在の新町二・三丁目間、現在のマクドナルド前付近に、新町駅（玉川電気鉄道）が設置された。その新町駅は、昭和7年に桜新町駅（玉川電気鉄道）と名前を変えるが、その後、駒沢寄りの隣駅であった弦巻駅が新たに新町駅と名付けられる。後にさらに新町二丁目駅に改名され、1969年（昭和44年）の玉電廃止まで存在した。なお、昭和7年の桜新町駅（玉川電気鉄道）誕生時はまだ町名としての桜新町は存在していなかった。この桜新町駅は1969年（昭和44年）に東急玉川線の廃止でなくなった。現在の田園都市線桜新町駅は玉電廃止8年後の1977年（昭和52年）、渋谷 ～ 二子玉川園間に東急新玉川線（平成12年に田園都市線に改名）が開通した時以来、存在する。

## サザエさんの住む町
長谷川町子の描く漫画サザエさんに、幾度か磯野家の住所が出てくるが、そこでは、世田谷区新町三丁目（漫画サザエさんの第6巻など）となっている。また長谷川町子の元々の旧宅、サザエさんの出版元であった姉妹社、長谷川町子美術館、漫画中に出てくる三河屋、魚徳なども、すべて世田谷区新町に存在した（いずれも現在の、世田谷区桜新町）。

## 新町の各区域の概略
- 新町一丁目

国道246号線以南の区画で、深沢地区との繋がりが深い（区立深沢小、深沢中ともに実際は新町一丁目に存在する）西の端に、呑川と緑道（呑川親水公園 - 平成5年完成）を擁し、かつてはホタルが沢山いたという。桜新町駅からは国道246号線および首都高速三号線を挟み、多少距離があるものの、かえって良好な住宅地となっている。現在では戸建住宅・マンションのほか社宅・官舎なども点在する。近隣にある駒沢オリンピック公園が、戦後の一時プロ野球「東映（東急）フライヤーズ」の本拠地「駒沢野球場」であったこともあり、かつては選手寮や当時の東映社長宅が存在し、優勝パレードの終着地点となっていた。
- 新町二丁目

北は玉川通り旧道（駅前通り）から、南は国道246号線までの範囲。南北の大きな道路に挟まれた街区で、桜新町駅にも接しているため、商店から、住宅、寺社まで多様な顔を見せる。第二次大戦を挟んだ数年間、志賀直哉の住居があった。善養院や久富稲荷の歴史は古く、創建400年を超えると伝えられる。昭和初期は、玉電新町駅前である新町2丁目付近が商店街の中心。現在も駅前の旧玉川通り沿いに、比較的近年進出した高級スーパーマーケット、ファミリーレストラン、洋菓子店などに交じって、古くからの個人商店も軒を連ねる。この駅前通り沿いに、昭和55年に八重桜が植樹され、毎年、ヤ・エまつり、さくらまつりが行われる。
- 新町三丁目

国道246号線より北側の小さい街区で、駅至近でありながら比較的区画が整っている。標高が高く、地盤も頑強であり、昭和6年の駒沢村新町区画整理事業を経て、桜新町駅周辺では特別な住宅地となっており、名士も居を構えた。現在は、土地の細分化が進んだが、上場企業オーナー宅などが点在。一方、東京電力（世田谷営業センター）、東京ガス（東京ガスライフバル南世田谷）に加えて駒沢給水塔（弦巻二丁目・世田谷区地域風景遺産）など、新町住宅時代から一帯のライフラインを支えてきた社会インフラの集積地でもある。

## 主要道路
- 首都高速3号線 - 1971年開通。新町一丁目と二丁目の間を東西に走る。
- 国道246号線 - 新町一丁目と二丁目の間を東西に走る
- 教育センター通り - 新町三丁目の西端を南北に走る
- 旧大山街道 -「旧玉川通り」「旧道」「駅前通り」とも。明治から昭和にかけて玉電の軌道があった通りで、国道246号線が、現在の場所にバイパス化されるまでの旧道。新町二丁目と三丁目の間を東西に走る。

## その他

### 日本郵便
- 郵便番号 : 154-0014[2]（集配局 : 世田谷郵便局[14]）。